# Álvaro Odriozola
Álvaro Odriozola Arzallus (San Sebastian, 14 december 1995) is een Spaans voetballer die doorgaans als rechtsback speelt. Hij verruilde Real Madrid in september 2023 voor Real Sociedad. Odriozola debuteerde in 2017 in het Spaans voetbalelftal.

## Clubcarrière
Odriozola verruilde Marianistas in 2006 voor de jeugdopleiding van Real Sociedad. Hiervoor debuteerde hij in 2013 in het tweede elftal. Hij maakte op 16 januari 2017 zijn debuut in de Primera División. Hij begon die dag in de basiself en werd na 76 minuten vervangen. Odriozola behield zijn basisplaats de rest van het seizoen en ook in dat van 2017/18. Daarin speelde hij ook zijn eerste wedstrijden in Europees verband, in de Europa League. In dit toernooi kwam hij voor het eerst tot scoren voor Sociedad, de 1–1 in een wedstrijd thuis tegen Red Bull Salzburg (eindstand: 2–2).
Odriozola tekende in juli 2018 een contract tot medio 2024 bij Real Madrid, dat circa €30.000.000,- voor hem betaalde aan Sociedad. Hier kreeg hij nooit voet aan de grond. Odriozola speelde in zijn eerste jaar veertien competitiewedstrijden voor Real en maakte dat seizoen ook zijn debuut in de Champions League. In zijn tweede seizoen stelde coach Zinédine Zidane hem vier keer op. Real Madrid verhuurde Odriozola in januari 2020 voor een halfjaar aan Bayern München. Hij kwam ook hier niet verder dan een handvol wedstrijden. Real verhuurde hem in gedurende seizoen 2021/22 aan Fiorentina, waar hij voor het eerst in vier jaar wel weer regelmatig aan spelen toekwam. Eenmaal terug in Madrid kon hij het aantal keren dat hij mee mocht doen weer op de vingers van één hand tellen.
Odriozola liet Real Madrid op 1 september 2023 definitief achter zich en keerde terug naar Real Sociedad. Hier tekende hij deze keer voor zes jaar.

## Clubstatistieken
| Seizoen     | Club             | Competitie       | Competitie | Competitie | Beker | Beker | Internationaal | Internationaal | Totaal | Totaal |
| Seizoen     | Club             | Competitie       | Wed.       | Dlp.       | Wed.  | Dlp.  | Wed.           | Dlp.           | Wed.   | Dlp.   |
| ----------- | ---------------- | ---------------- | ---------- | ---------- | ----- | ----- | -------------- | -------------- | ------ | ------ |
| 2016/17     | Real Sociedad    | Primera División | 15         | 0          | 1     | 0     | —              | —              | 16     | 0      |
| 2017/18     | Real Sociedad    | Primera División | 35         | 0          | 0     | 0     | 6              | 1              | 41     | 1      |
| Club totaal | Club totaal      | Club totaal      | 50         | 0          | 1     | 0     | 6              | 1              | 57     | 1      |
| 2018/19     | Real Madrid      | Primera División | 14         | 0          | 5     | 1     | 3              | 0              | 22     | 1      |
| 2019/20     | Real Madrid      | Primera División | 4          | 0          | 0     | 0     | 1              | 0              | 5      | 0      |
| Club totaal | Club totaal      | Club totaal      | 18         | 0          | 5     | 1     | 4              | 0              | 27     | 1      |
| 2019/20     | → Bayern München | Bundesliga       | 3          | 0          | 1     | 0     | 1              | 0              | 5      | 0      |
| Club totaal | Club totaal      | Club totaal      | 3          | 0          | 1     | 0     | 1              | 0              | 5      | 0      |
| 2020/21     | Real Madrid      | Primera División | 13         | 2          | 1     | 0     | 2              | 0              | 16     | 2      |
| Club totaal | Club totaal      | Club totaal      | 31         | 2          | 6     | 1     | 6              | 0              | 43     | 3      |
| 2021/22     | → Fiorentina     | Serie A          | 25         | 1          | 2     | 0     | —              | —              | 27     | 1      |
| Club totaal | Club totaal      | Club totaal      | 25         | 1          | 2     | 0     | 0              | 0              | 27     | 1      |
| TOTAAL      | TOTAAL           | TOTAAL           | 109        | 3          | 10    | 1     | 13             | 1              | 132    | 5      |

Bijgewerkt t/m 2021/22

## Interlandcarrière
Odriozola speelde drie wedstrijden in Spanje –21. Een daarvan was een met 0–1 groepswedstrijd tegen Servië –21 op het EK –21 van 2017, waarop Spanje –21 de finale haalde. Hij gaf toen de assist waaruit Denis Suárez het enige doelpunt van de wedstrijd inschoot. Odriozola debuteerde in 2017 in het Spaans voetbalelftal. Hij maakte een jaar later deel uit van de Spaanse selectie die deelnam aan de WK 2018. Odriozola kwam tijdens het toernooi zelf niet in actie.

## Erelijst
| Competitie            |             |             |             |             |
| Competitie            | Aantal      | Jaren       |             |             |
| Real Madrid           | Real Madrid | Real Madrid | Real Madrid | Real Madrid |
| --------------------- | ----------- | ----------- | ----------- | ----------- |
| FIFA Club World Cup   | 2x          | 2018, 2022  |             |             |
| Copa del Rey          | 1x          | 2022/23     |             |             |
| Bayern München        |             |             |             |             |
| UEFA Champions League | 1x          | 2019/20     |             |             |
| Bundesliga            | 1x          | 2019/20     |             |             |
| DFB-Pokal             | 1x          | 2019/20     |             |             |